# 曼努埃尔·博尼利亚
曼努埃尔·博尼利亚·奇里诺斯 （西班牙語：Manuel Bonilla，1849年6月7日—1913年3月21日）是一名洪都拉斯军人、政治家，曾於1903年至1907年及1912年至1913年擔任宏都拉斯總統。

## 人物经历
博尼利亚于1881年至1882年担任约罗省省长，1895年至1899年担任洪都拉斯副总统，1902年，博尼利亚在当年的总统大选中获胜，但是在任总统特倫西奧·謝拉拒绝交接职位，博尼利亚便将谢拉推翻，并迫使谢拉流亡至尼加拉瓜。1907年卸任总统。
他是宏都拉斯國民黨的创始人之一。1912年至1913年二度出任洪都拉斯总统，任内去世。在博尼利亚执政期间，美国人塞缪尔·泽莫雷经营的库亚梅尔果品公司等果品公司在洪都拉斯得到了相当多的特权。
洪都拉斯最大的剧院，曼努埃尔·博尼利亚国家大剧院以他的名字命名。